# Lozovik

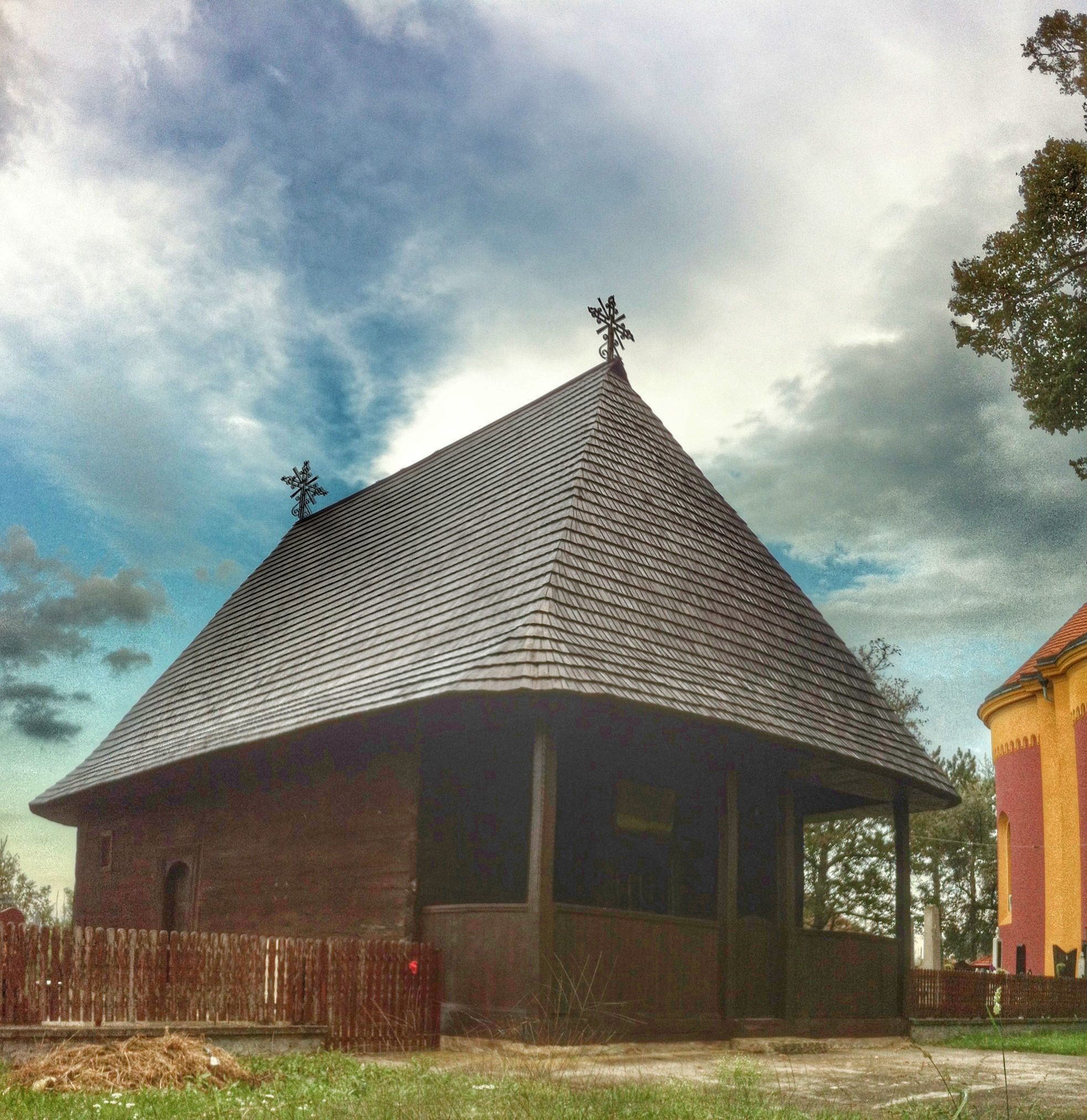
Die alte Kirche der Hl. Petrus und Paulus

Lozovik ist eine Ortschaft in der Gemeinde Velika Plana im Verwaltungsbezirk Podunavlje in Serbien. Laut Volkszählung von 2011 hatte Lozovik 4842 Einwohner (laut Zählung aus dem Jahr 2002 waren es 5607 Einwohner).
Der Name des Ortes kommt von der Weinrebe (serbisch: loza).